# Turricula (slak)
Turricula is een geslacht van weekdieren uit de klasse van de Gastropoda (slakken).

## Soorten
- Turricula aethiopica (Thiele, 1925)
- Turricula amplisulcus (Barnard, 1958)
- Turricula ceylonica (E. A. Smith, 1877)
- Turricula faurei (Barnard, 1958)
- Turricula gemmulaeformis (Thiele, 1925)
- Turricula granobalteus (Hedley, 1922)
- Turricula javana (Linnaeus, 1767)
- Turricula navarchus (Melvill & Standen, 1903)
- Turricula nelliae (E. A. Smith, 1877)
- Turricula profundorum (E. A. Smith, 1896)
- Turricula sulcicancellata (Barnard, 1958)
- Turricula sumatrana (Thiele, 1925)
- Turricula thurstoni (E. A. Smith, 1896)
- Turricula tornata (Dillwyn, 1817)
- Turricula turriplana (Sowerby III, 1903)
- Turricula wanneri (Tesch, 1915) †